# Dolichopus ultimus
Dolichopus ultimus är en tvåvingeart som först beskrevs av Octave Parent 1935.  Dolichopus ultimus ingår i släktet Dolichopus och familjen styltflugor.
Artens utbredningsområde är Kongo. Inga underarter finns listade i Catalogue of Life.